# Huang Qian
Huang Qian (黄茜S; Chongqing, 18 luglio 1986) è una scacchista cinese.
Grande maestro femminile, ha vinto il Campionato cinese di scacchi femminile nel 2012 e il Campionato asiatico individuale di scacchi femminile nel 2013. Huang ha gareggiato nel Campionato del mondo femminile di scacchi nel 2001, 2004, 2010, 2012, 2015 e 2017.

## Carriera
Huang era un membro della squadra cinese che trionfò agli Olimpiadi degli scacchi del 2004 a Calvià. Nel 2007, con Zhao Xue, Hou Yifan, Ruan Lufei e Shen ang ha vinto il primo Campionato del mondo a squadre di scacchi femminile ad Ekaterinburg. Ha segnato un punteggio pieno di 4/4.
Huang venne insignita del titolo di Grande Maestro Femminile nel marzo del 2008. Le sue tre norme che la resero eleggibile per il titolo erano:
- Olimpiadi degli scacchi del 2004 (Femminile) a Calvià, Spagna (14-31 ottobre 2004); punteggio 7,5/10
- Campionato cinese di scacchi individuale gruppo A a Chongqing, Cina (6-19 giugno 2007); punteggio 6,5/10
- Campionato asiatico individuale di scacchi femminile a Teheran, Iran (3-11 settembre 2007); punteggio 5,5/9

Nel 2013 ha vinto la Zhonghai Huashan Cup for Women Stars, un torneo rapido a girone all'italiana svolto ad Huayin, dopo uno spareggio con Viktorija Čmilytė con un punteggio di 4,5/7, mezzo punto sopra Tat'jana Anatol'evna Kosinceva e la campionessa mondiale Anna Ušenina. Huang Qian ha giocato nel Women World Rapid Championship a Riad nel 2017 e ha realizzato il suo miglior risultato con i pezzi neri (2 vittorie, 2 pareggi). Nel 2019 ha vinto la Yinzhou Cup a Ningbo.
Huang Qian gioca per la squadra di scacchi China Mobile Group Chongqing Company Ltd nella China Chess League (CCL).

## Vita privata
Huang Qian è sposata con il Gran Maestro Bu Xiangzhi.